# Drágám, terhes vagyok!
A Drágám, terhes vagyok! (eredeti címén: She's Having a Baby) 1988-as amerikai vígjáték Kevin Bacon és Elizabeth McGovern főszereplésével.

## Történet
Jake (Kevin Bacon) nagyon félt a házasságtól, mégis elvette Kristyt (Elizabeth McGovern). Ezután minden a feje tetejére áll, mikor a rokonok mindenbe beleszólnak, ráadásul pénzügyi nehézségeik is vannak. Az már csak hab a tortán Jake számára, mikor felesége bejelenti: terhes vagyok!

## Szereplők
| Karakter         | Színész             | Magyar hang (1997–1999) |
| ---------------- | ------------------- | ----------------------- |
| Jake Briggs      | Kevin Bacon         | Kautzky Armand          |
| Kristy Briggs    | Elizabeth McGovern  | Györgyi Anna            |
| Davis McDonald   | Alec Baldwin        | Lux Ádám                |
| Jim Briggs       | James Ray           | Versényi László         |
| Sarah Briggs     | Holland Taylor      |                         |
| Russ Bainbridge  | William Windom      | Makay Sándor            |
| Gayle Bainbridge | Cathryn Damon       | Menszátor Magdolna      |
| Nagymama         | Reba McKinney       | Kassai Ilona            |
| Nagypapa         | Bill Erwin          | Velenczey István        |
| Howard           | Paul Gleason        | Orosz István            |
| Bill             | Dennis Dugan        | Rosta Sándor            |
| Pap              | Anthony Mockus, Sr. | Helyey László           |
| Ken              | John Ashton         | Barbinek Péter          |
| Hank             | Larry Hankin        | Németh Gábor            |
| Lynn             | Edie McClurg        | Némedi Mari             |
| Cynthia          | Nancy Lenehan       | Andresz Kati            |
| Erin             | Valerie Breiman     | Kiss Erika              |